# Boogsterrenmos
Boogsterrenmos (Plagiomnium) is een geslacht uit de sterrenmosfamilie (Mniaceae).

## Taxonomie
Het geslacht boogsterrenmos maakte vroeger deel uit van het toen ruimer opgevatte geslacht sterrenmos (Mnium). In 1968 rechtvaardigde Fins bryoloog Timo Juhani Koponen de opsplitsing van het geslacht in een aantal kleinere geslachten.

## Determinatie
Dit geslacht wordt gekenmerkt door afzonderlijk geplaatste tanden op de bladrand. Vruchtbare scheuten staan rechtop; steriele scheuten groeien vaak gebogen, overhangend of liggend, en lijken vaak twee rijen bladeren te hebben. De bladranden zijn bekleed met 2–5 celrijen. Sporenkapsels zijn eivormig tot langwerpig en horizontaal tot hangend.

## Ecologie
De meeste soorten uit het geslacht boogsterrenmos worden vaak aangetroffen op humusrijke, vochthoudende bodems op standplaatsen zoals schaduwrijke oevers, kwelplekken en bronmilieus.

## Soorten
Het geslacht bestaat uit de volgende soorten:
- Plagiomnium acutum (Lindb.) T.J. Kop.
- Plagiomnium affine (Blandow ex Funck) T.J. Kop. — rond boogsterrenmos
- Plagiomnium arbusculum (Müll. Hal.) T.J. Kop.
- Plagiomnium carolinianum (L.E. Anderson) T.J. Kop.
- Plagiomnium ciliare (Müll. Hal.) T.J. Kop.
- Plagiomnium cinclidioides (Huebener) M.C. Bowers
- Plagiomnium confertidens (Lindb. & Arnell) T.J. Kop.
- Plagiomnium cordatum T.J. Kop. & D.H. Norris
- Plagiomnium cuspidatum (Hedw.) T.J. Kop. — spits boogsterrenmos
- Plagiomnium drummondii (Bruch & Schimp.) T.J. Kop.
- Plagiomnium ecklonii (Müll. Hal.) T.J. Kop.
- Plagiomnium elatum (Bruch & Schimp.) T.J. Kop. — geel boogsterrenmos
- Plagiomnium elimbatum (M. Fleisch.) T.J. Kop.
- Plagiomnium ellipticum (Brid.) T.J. Kop. — stomp boogsterrenmos
- Plagiomnium insigne (Mitt.) T.J. Kop.
- Plagiomnium integroradiatum (Dixon) C. Gao & G.C. Zhang
- Plagiomnium integrum (Bosch & Sande Lac.) T.J. Kop.
- Plagiomnium japonicum (Lindb.) T.J. Kop.
- Plagiomnium kawadei (S. Okamura) Z. Iwats.
- Plagiomnium maximoviczii (Lindb.) T.J. Kop.
- Plagiomnium medium (Bruch & Schimp.) T.J. Kop. — bergboogsterrenmos
- Plagiomnium novae-zealandiae (Colenso) T.J. Kop.
- Plagiomnium prorepens (Müll. Hal.) T.J. Kop.
- Plagiomnium rhynchophorum (Harv.) T.J. Kop.
- Plagiomnium rostratum (Schrad.) T.J. Kop. — gesnaveld boogsterrenmos
- Plagiomnium rugicum (Laurer) T.J. Kop.
- Plagiomnium speciosum (Mitt.) M.C. Bowers
- Plagiomnium subelimbatum (Dixon) T.J. Kop.
- Plagiomnium succulentum (Mitt.) T.J. Kop.
- Plagiomnium tezukae (Sakurai) T.J. Kop.
- Plagiomnium trichomanes (Mitt.) T.J. Kop.
- Plagiomnium undulatum (Hedw.) T.J. Kop. — gerimpeld boogsterrenmos
- Plagiomnium venustum (Mitt.) T.J. Kop.
- Plagiomnium vesicatum (Besch.) T.J. Kop.